# Opius wachsmanni
Opius wachsmanni är en stekelart som beskrevs av Szepligeti 1898. Opius wachsmanni ingår i släktet Opius och familjen bracksteklar. Inga underarter finns listade i Catalogue of Life.